# Encanto (film)
Encanto är en amerikansk animerad film från 2021 i produktion av Walt Disney Animation Studios. Den är regisserad av Jared Bush och Byron Howard, med manus skrivet av Bush och Charise Castro Smith, med originallåtar skrivna av Lin-Manuel Miranda.
Filmen hade premiär i Sverige den 26 november 2021, utgiven av Walt Disney Studios Motion Pictures.
På Oscarsgalan 2022 vann Encanto för bästa animerade film. Eftersom Pixarfilmen Luca nominerades för samma kategori blev Encanto därmed den första Disneyklassikern att slå en Pixarfilm för den kategorin. Den nominerades även för bästa filmmusik och bästa sång ("Dos Oruguitas") men förlorade mot Dune respektive No Time to Die ("No Time to Die"). 

## Handling
Filmen handlar om en extraordinär familj, Madrigals, som bor gömda i bergen i Colombia, i ett magiskt hus, i en livlig stad som kallas Encanto. Stadens magi har välsignat alla barn i familjen med en unik gåva med allt från superstyrka till makten att läka, alla barnen förutom Mirabel. Men när hon upptäcker att magin kring Encanto är i fara förstår Mirabel att hon är familjens sista hopp.

## Rollista
| Roll             | Engelsk röst                                 | Svensk röst          |
| ---------------- | -------------------------------------------- | -------------------- |
| Mirabel Madrigal | Stephanie Beatriz                            | Sandra Kassman       |
| Bruno Madrigal   | John Leguizamo                               | Rennie Mirro         |
| Agustín Madrigal | Wilmer Valderrama                            | Pablo Cepeda         |
| Julieta Madrigal | Angie Cepeda                                 | Hanna Hedlund        |
| Isabela Madrigal | Diane Guerrero                               | Stran Çetin          |
| Luisa Madrigal   | Jessica Darrow                               | Daniela Rathana      |
| Pepa Madrigal    | Carolina Gaitán                              | Anna Sahlene         |
| Félix Madrigal   | Mauro Castillo                               | Camilo Ge Bresky     |
| Dolores Madrigal | Adassa                                       | Hilda Henze          |
| Abuela           | María Cecilia Botero Olga Merediz (sångröst) | Astrid Assefa        |
| Pico             | Alan Tudyk                                   |                      |
| Señora Guzmán    | Rose Portillo                                | Kajsa Ernst          |
| Camilo Madrigal  | Rhenzy Feliz                                 | Tousin ”Tusse” Chiza |
| Mariano Guzman   | Maluma                                       | Danilo Bejarano      |

## Soundtrack
| Engelsk version                                                                           | Svensk version                                                                        |
| ----------------------------------------------------------------------------------------- | ------------------------------------------------------------------------------------- |
| The Family Madrigal Beatriz, Merediz, Encanto kor                                         | Familjen Madrigal Kassman, Assefa, Encanto kor                                        |
| Waiting on a Miracle Beatriz                                                              | Mitt underverk Kassman                                                                |
| Surface Pressure Darrow                                                                   | Under ytan Sörensen                                                                   |
| We Don't Talk About Bruno Gaitan, Castillo, Adassa, Feliz, Guerrero, Beatriz, Encanto kor | Vi pratar inte om Bruno Sahlene, Ge Bresky, Henze, Chiza, Cetin, Kassman, Encanto kor |
| What Else Can I Do? Guerrero, Beatriz                                                     | Jag gör vad jag kan Cetin, Kassman                                                    |
| Dos Oruguitas Sebastián Yatra                                                             |                                                                                       |
| All Of You Beatriz, Merediz, Leguizamo, Adassa, Maluma, Encanto kor                       | Alla vi Kassman, Assefa, Mirro, Henze, Danilo Bejarano,                               |
| Colombia, Mi Encanto Carlos Vives                                                         |                                                                                       |
| Two Oruguitas Yatra                                                                       |                                                                                       |

## Framtid
Jared Bush och Charise Castro Smith har uttryckt att de är öppna för en potentiell Disney+-serie. Bush sa att han skulle bli glad över att se en serie om vilken familjemedlem som helst, och Castro Smith berättade att Lin-Manuel Miranda var mycket intresserad av att skapa en serie om Dolores.